# هالتس لندینگ (نیویورک)
هالتس لندینگ (به انگلیسی: Huletts Landing) یک منطقهٔ مسکونی در ایالات متحده آمریکا است که در شهرستان واشینگتن، نیویورک واقع شده‌است.